# Commensurabilité (astronomie)
Pour les articles homonymes, voir Commensurabilité.
En astronomie, deux objets en orbite comme des planètes, des satellites ou des astéroïdes présentent une commensurabilité si le quotient de leurs périodes orbitales peut s'écrire sous la forme d'un nombre rationnel.
Par exemple, les périodes de révolution de Neptune et de Pluton sont commensurables : leur résonance orbitale est de 2:3.  Autre exemple, les exoplanètes Gliese 876 b et Gliese 876 c sont commensurables avec un rapport de 2:1.